# Ernst Kuhn
Ernst Wilhelm Adalbert Kuhn, född 7 februari 1846 i Berlin, död 21 augusti 1920 i München, var en tysk orientalist; son till Adalbert Kuhn. 
Kuhn var 1877–1919 professor i sanskrit och jämförande språkforskning vid Münchens universitet. Han författade bland annat Beiträge zur Páli-Grammatik (1874) och (tillsammans med Wilhelm Geiger) Grundriß der iranischen Philologie (1895 ff.) samt utgav (tillsammans med Wilhelm Schulze) "Zeitschrift für vergleichende Sprachforschung" (sedan 1879) och "Literaturblatt für orientalische Philologie" (1883–88; tillsammans med Johannes Klatt). Kuhn blev 1909 geheimeråd.